# 襄陵縣
襄陵縣是山西省的一個旧縣名。
西漢置襄陵縣，屬河東郡。以晋襄公陵墓命名，新莽改名干昌，東漢復名襄陵，仍屬河東郡。三國縣入魏，屬平陽郡。晉仍屬平陽郡。十六國前趙劉淵都平陽，縣屬之，並將今浮山地劃入襄陵縣。後入冉魏、前燕、前秦、西燕、後燕、北魏，均屬平陽郡。天賜元年將今浮山地另置葛城縣。北齊天保七年將襄陵並入擒昌縣。北周擒昌縣治移於襄陵古城，將郭城縣劃入。
隋大業二年改擒昌縣為襄陵縣，屬臨汾郡。武德二年，將郭城地又從襄陵分出，置浮山縣。五代縣入梁，屬建寧軍；唐屬建雄軍；晉先屬絳州，後屬河中府。宋縣先屬建雄軍，後復屬晉州，熙寧問鄉寧北部來屬。金縣屬平陽府，鄉寧北部從襄陵分出。元先屬平陽路，後屬晉寧路。明屬平陽府。清初屬平陽府，繼屬絳州，後復屬平陽府。1954年與汾城縣合併稱襄汾縣。